# Yiyun Li

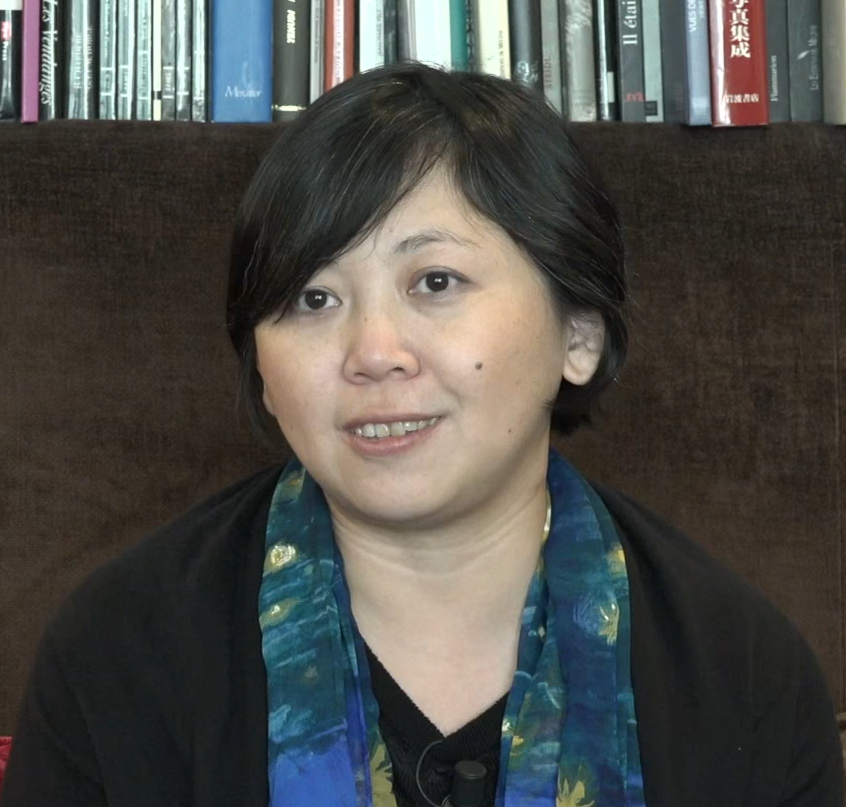
Yiyun Li (2015)

Yiyun Y. Li (chinesisch 李翊云, Pinyin Lǐ Yìyún, * 4. November 1972 in Peking, China) ist eine chinesisch-amerikanische Autorin und Herausgeberin der Literaturzeitschrift A Public Space, die in Brooklyn erscheint.

## Leben
Lu wuchs in Peking auf. Sie verfolgte zunächst ein Bachelorstudium an der Universität Peking. Sie wanderte 1996 in die Vereinigten Staaten aus, wo sie an der University of Iowa einen Masterabschluss in Immunologie erlangte. Ursprünglich strebte Li eine Karriere als medizinische Forscherin an, doch während ihres Aufenthalts in Iowa entdeckte sie ihre Leidenschaft für das Schreiben in englischer Sprache und entschloss sich zur Aufgabe ihrer wissenschaftlichen Laufbahn. Sie absolvierte den Iowa Writers’ Workshop, wo sie von einflussreichen Lehrern wie Marilynne Robinson und James Alan McPherson geprägt wurde.
Seit August 2012 ist Li amerikanische Staatsbürgerin. Sie ist Mitglied des PEN America. Im Jahr 2016 lebte Li mit Ehemann und zwei Söhnen in Oakland, Kalifornien und lehrte an der University of California in Davis. Sie arbeitet heute als Professorin im Programm für kreatives Schreiben an der Princeton University.

## Wirken
Yiyun Li ist für ihre tiefgründigen literarischen Werke bekannt, die häufig das Leben chinesischer und chinesisch-amerikanischer Charaktere thematisieren.
Lis Kurzgeschichten und Essays wurden unter anderem in The New Yorker veröffentlicht, zwei waren die Grundlage für Verfilmungen, so The Princess of Nebraska. Im Jahr 2015 erhielt Li für die Kurzgeschichte A Sheltered Woman den Sunday Times Short Story Award. Die preisgekrönte Geschichte erzählt die Geschichte einer Kinderpflegerin, die sich um ein Kind kümmert, dessen Mutter an Postpartalen Stimmungskrisen leidet. Die Geschichte wurde im März 2014 zuerst im New Yorker veröffentlicht, Li war 2011 bereits in der engeren Auswahl (Short List) für den Preis mit ihrer Geschichte The Science of Flight.
Ihr Debütroman A Thousand Years of Good Prayers erhielt den PEN/Hemingway Award und ihre Werke wurden in mehr als 20 Sprachen übersetzt. Im Jahr 2020 wurde Li für ihren Roman Where Reasons End mit dem PEN/Jean Stein Book Award ausgezeichnet, der für Originalität und tiefgreifenden Einfluss verliehen wird. Li, die auch eine MacArthur-Stipendiatin ist, schreibt oft über die Schwierigkeiten der Einwanderung und die Komplexität zwischenmenschlicher Beziehungen. Ihre Werke, darunter auch der Roman The Book of Goose, zeichnen sich durch eine sprachliche Präzision und tiefgehende Charakterstudien aus.
Im Jahr 2022 wurde Li in die American Academy of Arts and Sciences und 2023 in die American Academy of Arts and Letters gewählt.

## Auszeichnungen
- 2005: Frank O’Connor International Short Story Award für A Thousand Years of Good Prayers
- 2006: Hemingway Foundation PEN Award für A Thousand Years of Good Prayers
- 2006: Guardian First Book Award für A Thousand Years of Good Prayers
- Lannan Foundation residency in Marfa, Texas
- 2010 MacArthur Fellow.
- 2015 Sunday Times Short Story Award für A Sheltered Woman
- 2023 PEN/Faulkner Award für The Book of Goose

## Werke
- A Thousand Years of Good Prayers. Random House, New York 2005, ISBN 0-8129-7333-X.
  - Tausend Jahre frommes Beten: Erzählungen. übersetzt von Anette Grube. Verlag Carl Hanser, München 2011, ISBN 978-3-446-23745-2.
- The Vagrants. Random House, New York 2009, ISBN 978-1-4000-6313-0.
  - Die Sterblichen. aus dem Englischen übersetzt von Anette Grube. Verlag Carl Hanser, München 2009, ISBN 978-3-446-23421-5.
- Gold Boy, Emerald Girl. Random House, New York 2010, ISBN 978-1-4000-6813-5.
- Kinder than Solitude. Random House, New York City 2013, USA, ISBN 978-1-4000-6814-2.
  - Schöner als die Einsamkeit, Roman. Übersetzung Anette Grube. Hanser, München 2015, ISBN 978-3-446-24906-6.
- A Sheltered Woman, Kurzgeschichte in: The New Yorker, März 2014.
- Dear Friend, from My Life I Write to You in Your Life. Random House, New York 2017
- Where Reasons End. Random House, 2019
- The Book of Goose. Farrar, Straus and Giroux, New York 2022, ISBN 978-0-374-60634-3.
- Techniques an Idiosyncrasies, Kurzgeschichte in: The New Yorker, März 17/2025.